# Can the Circle Be Unbroken (By and By)
Can the Circle Be Unbroken (By and By), è una canzone folk statunitense composta da A.P. Carter e portata al successo da The Carter Family nel 1927.

## Storia
A.P. Carter (componente maschile del gruppo The Carter Family) nel comporre il brano, si ispirò a una vecchia ballata folk dal titolo "Will the Circle Be Unbroken?", composta da Ada R. Habershon e Charles H. Gabriel. La canzone parla della morte, e del successivo funerale, della madre del narratore. 